# Nekrolog 1. Quartal 1955
Nekrolog
◄◄
| ◄
| 1951
| 1952
| 1953
| 1954
| 1955 | 1956 | 1957 | 1958 | 1959 | ► | ►►
1. Quartal |
2. Quartal |
3. Quartal |
4. Quartal 1955
Weitere Ereignisse | Allgemeiner Nekrolog 1955
Die Beschreibung der verstorbenen Person sollte so kurz wie möglich gehalten sein und nur deren signifikante Tätigkeit(en) enthalten.
Neue Namen ggf. auch unter dem Geburts- und Sterbedatum, also etwa unter 1. Januar und im Geburts- und Sterbejahr (2024) eintragen (nur bei entsprechender großer Wichtigkeit). Für Beispiele siehe die schon vorhandenen Artikel.
Außerdem über die fünf zuletzt Verstorbenen, zu denen es einen ausreichend guten Artikel für eine Präsentation auf der Hauptseite gibt, nach der todesbedingten Überarbeitung der Artikel ggf. auch unter Wikipedia Diskussion:Hauptseite informieren und sie am besten auch in den anderen Wikipedia-Sprachversionen eintragen. Tipp: Regelmäßig bei news.google.de nach „ist tot“, „gestorben“ oder „verstorben“ suchen.
Wenn eine Person gestorben ist, gibt es viele Seiten zu dieser Person in der Wikipedia, die davon auch betroffen sind und entsprechend aktualisiert werden müssen. Beispiele: Namenübersichtsseite, Geburtsjahr, Geburtsort-Seiten und viele mehr.
Wie finde ich die betroffenen Seiten?
Im Suchfeld auf der linken Seite gibt man den Suchbegriff so ein: „Vorname Nachname“. Dann klickt man auf Volltext und alle Seiten mit entsprechendem Suchtext werden aufgerufen. Hier sieht man dann schnell, wo auch das Todesjahr Sinn macht oder sogar ein Teil des Artikels angepasst werden muss. Auch hilft das „Werkzeug“ auf der linken Seite sehr gut, um solche Seiten aufzufinden: „Links auf diese Seite“. Somit ist die Wikipedia wieder aktuell in allen Bereichen! Hinweis: bei Eintragung der Kategorie „Gestorben JAHR“ wird der Missbrauchsfilter 49 ausgelöst, was jedoch nicht schlimm ist. Siehe: Spezial:Missbrauchsfilter/49
Dies ist eine Liste von im ersten Quartal 1955 verstorbenen bekannten Persönlichkeiten. Die Einträge erfolgen innerhalb der einzelnen Daten alphabetisch sortiert. Tiere sind im Nekrolog für Tiere zu finden.

## Januar
| Tag        | Name                            | Beruf, bekannt als                                                                            | Alter | Beleg |
| ---------- | ------------------------------- | --------------------------------------------------------------------------------------------- | ----- | ----- |
| 1. Januar  | Victoria Cartier                | kanadische Organistin und Musikpädagogin                                                      | 87    |       |
| 1. Januar  | Thyra Eibe                      | dänische Mathematikhistorikerin                                                               | 88    |       |
| 1. Januar  | Richard Falck                   | deutscher Mykologe                                                                            | 81    |       |
| 1. Januar  | Ōta Mizuho                      | japanischer Schriftsteller                                                                    | 78    |       |
| 1. Januar  | Joseph Andreas Pausewang        | deutscher Maler                                                                               | 46    |       |
| 1. Januar  | Reginald Rudall                 | australischer Politiker                                                                       | 69    |       |
| 1. Januar  | Heinrich Stockmann              | deutscher Sportjournalist                                                                     | 70    |       |
| 2. Januar  | Hans Buch                       | deutscher Maler                                                                               | 65    |       |
| 2. Januar  | Gertrud Eberz-Alber             | deutsche Malerin                                                                              | 75    |       |
| 2. Januar  | Johannes Egermann               | deutscher Politiker der SPD                                                                   | 62    |       |
| 2. Januar  | José Antonio Remón Cantera      | 27. Präsident von Panama                                                                      |       |       |
| 2. Januar  | Wilhelm Riepe                   | deutscher Ingenieur, Fabrikant und Politiker                                                  | 80    |       |
| 2. Januar  | Karl Schmitz                    | deutscher Politiker (Zentrum), MdR                                                            | 73    |       |
| 2. Januar  | Samuel M. Seidlin               | US-amerikanischer Endokrinologe und Nuklearmediziner                                          | 59    |       |
| 2. Januar  | Christa von Viebahn             | evangelische Diakonisse und Gründerin der Aidlinger Schwesternschaft                          | 81    |       |
| 3. Januar  | John Fenning                    | britischer Ruderer                                                                            | 69    |       |
| 3. Januar  | José Norton de Matos            | Premierminister von Portugal                                                                  | 87    |       |
| 3. Januar  | Alois Wiesinger                 | österreichischer Mönch, Abt des Stiftes Schlierbach                                           | 69    |       |
| 4. Januar  | Clyde Bruckman                  | US-amerikanischer Drehbuchautor und Filmregisseur                                             | 60    |       |
| 4. Januar  | Marcel Déat                     | französischer Politiker und Kollaborateur                                                     | 60    |       |
| 4. Januar  | Max Jakob                       | deutscher Thermodynamiker und Hochschullehrer                                                 | 75    |       |
| 4. Januar  | Franz Lichtenauer               | deutscher Schauspieler bei Bühne und Film                                                     | 68    |       |
| 4. Januar  | Eduard Thomann                  | schweizerischer Ingenieur sowie Eisenbahnpionier                                              | 85    |       |
| 5. Januar  | Hans-Karl von Esebeck           | deutscher Offizier, General der Panzertruppe im Zweiten Weltkrieg, Widerstandskämpfer         | 62    |       |
| 5. Januar  | Gertrud Eysoldt                 | deutsche Schauspielerin und Regisseurin                                                       | 84    |       |
| 5. Januar  | Fritz Jacobs                    | deutscher Schriftsteller                                                                      | 78    |       |
| 5. Januar  | Alexander Wienerberger          | österreichischer Chemieingenieur                                                              | 63    |       |
| 5. Januar  | Jewgeni Wiktorowitsch Tarle     | sowjetischer Historiker und Wissenschaftler der Russischen Akademie der Wissenschaften        | 80    |       |
| 5. Januar  | Josef Tazreiter                 | österreichischer Politiker (CSP, ÖVP), Abgeordneter zum Nationalrat, Mitglied des Bundesrates | 64    |       |
| 5. Januar  | Anton Wurzer                    | deutscher Mundartdichter                                                                      | 61    |       |
| 6. Januar  | Grigori Abramowitsch Krein      | russischer Komponist                                                                          | 75    |       |
| 6. Januar  | Georg Tischler                  | deutscher Botaniker, Karyologe und Hochschullehrer                                            | 76    |       |
| 7. Januar  | Carl August Bembé               | deutscher Architekt und Designer                                                              | 54    |       |
| 7. Januar  | Samuel John Birch               | englischer Maler des Spätimpressionismus                                                      | 85    |       |
| 7. Januar  | John G. Cooper                  | US-amerikanischer Politiker (Republikanische Partei)                                          | 82    |       |
| 7. Januar  | Hermine Gschwind-Regenass       | Schweizer Lehrerin und Frauenrechtlerin                                                       | 71    |       |
| 7. Januar  | Edward Kasner                   | US-amerikanischer Mathematiker                                                                | 76    |       |
| 7. Januar  | Arthur Keith                    | schottischer Anatom und Anthropologe                                                          | 88    |       |
| 7. Januar  | Emmeline Tanner                 | englisch-britische Schulleiterin und Bildungsreformerin                                       | 78    |       |
| 8. Januar  | Erich Anders                    | deutscher Komponist                                                                           | 71    |       |
| 8. Januar  | Gerhard Cammann                 | deutscher Lokalpolitiker der Deutschen Zentrumspartei                                         | 79    |       |
| 8. Januar  | Jacob Schmidheiny               | Schweizer Industrieller, Pionier der Ziegelindustrie und Politiker                            | 79    |       |
| 8. Januar  | Arthur Ungewitter               | deutscher Jurist                                                                              | 69    |       |
| 9. Januar  | Bernhard Ahlers                 | deutscher Pädagoge und niederdeutscher Heimatforscher                                         | 80    |       |
| 9. Januar  | Alfred Colsman                  | deutscher Ingenieur und Manager                                                               | 81    |       |
| 9. Januar  | Nelly Dix                       | deutsche Schriftstellerin und Modell                                                          | 31    |       |
| 9. Januar  | Gerhard Hoffmann                | deutscher Musiker, Arrangeur und Orchesterleiter                                              | 56    |       |
| 9. Januar  | Adolf Lazi                      | deutscher Bildhauer und Fotograf                                                              | 70    |       |
| 9. Januar  | Gérard Simond                   | französischer Eishockeyspieler                                                                | 50    |       |
| 10. Januar | Richard Ely Bird                | US-amerikanischer Politiker                                                                   | 76    |       |
| 10. Januar | Hermann Bresgen                 | deutscher Verwaltungsjurist, Landrat und Regierungspräsident                                  | 71    |       |
| 10. Januar | Joseph McCabe                   | britischer Priester, Schriftsteller und Freidenker, der sich für den Atheismus einsetzte      | 87    |       |
| 10. Januar | C.A.P. Turner                   | US-amerikanischer Bauingenieur                                                                | 85    |       |
| 10. Januar | Richard Vogel                   | deutscher Zoologe                                                                             | 74    |       |
| 11. Januar | Edmondo Bernardini              | Generalabt des Zisterzienserordens                                                            | 75    |       |
| 11. Januar | Rodolfo Graziani                | italienischer General und Politiker                                                           | 72    |       |
| 11. Januar | Friedrich Lautenschlager        | deutscher Bibliothekar                                                                        | 64    |       |
| 11. Januar | John M. Slaton                  | US-amerikanischer Politiker                                                                   | 88    |       |
| 11. Januar | Henry Wilson Temple             | US-amerikanischer Politiker                                                                   | 90    |       |
| 12. Januar | Hubert Cecil Booth              | englischer Ingenieur                                                                          | 83    |       |
| 12. Januar | John K. Cannon                  | US-amerikanischer Offizier, General der US Air Force                                          | 62    |       |
| 12. Januar | Ramón Muttis                    | argentinischer Fußballspieler                                                                 | 55    |       |
| 12. Januar | Friedrich Stummer               | deutscher katholischer Theologe                                                               | 68    |       |
| 12. Januar | Armand Thiéry                   | belgischer Gelehrter                                                                          | 86    |       |
| 12. Januar | Wilhelm Wedde                   | deutscher Politiker (CDU)                                                                     | 64    |       |
| 13. Januar | Ernest Lamb, 1. Baron Rochester | britischer Politiker (Labour Party), Mitglied des House of Commons                            | 78    |       |
| 13. Januar | Louis Méjan                     | französischer Politiker                                                                       | 80    |       |
| 13. Januar | Theo Prosel                     | österreichisch-deutscher Kabarettist und Lyriker                                              | 65    |       |
| 13. Januar | Karl Ludwig Storck              | deutscher Politiker (SPD), Landtagsabgeordneter Volksstaat Hessen                             | 63    |       |
| 13. Januar | Hans Tenhaeff                   | deutscher Kaufmann im Agrarbereich                                                            | 75    |       |
| 13. Januar | Francis Lodowick York           | US-amerikanischer Organist, Komponist und Musikpädagoge                                       | 93    |       |
| 14. Januar | Johnny Buff                     | US-amerikanischer Boxer im Bantamgewicht                                                      | 66    |       |
| 14. Januar | Jan Dědina                      | tschechischer Maler und Illustrator                                                           | 84    |       |
| 14. Januar | Edmond Lefebvre du Prey         | französischer Jurist und Politiker                                                            | 88    |       |
| 14. Januar | Charmian London                 | US-amerikanische Schriftstellerin und Seglerin                                                | 83    |       |
| 14. Januar | George van Rossem               | niederländischer Fechter und Funktionär                                                       | 72    |       |
| 14. Januar | Karl Magnus Satre               | US-amerikanischer Nordischer Kombinierer                                                      | 50    |       |
| 14. Januar | Luis Zuegg                      | Südtiroler Seilbahnpionier                                                                    | 78    |       |
| 15. Januar | Johannes Baader                 | deutscher Architekt, Schriftsteller, Dadaist und Aktionskünstler                              | 79    |       |
| 15. Januar | Hans Böhm                       | deutscher Buchbinder und Politiker (SPD), MdL Rheinland-Pfalz                                 | 72    |       |
| 15. Januar | Titu Liviu Chinezu              | rumänischer Priester, Weihbischof in Făgăraș und Alba Iulia                                   | 50    |       |
| 15. Januar | Louis Nathaniel von Rothschild  | österreichischer Bankier                                                                      | 72    |       |
| 15. Januar | Isak Samokovlija                | bosnisch-herzegowinischer Schriftsteller                                                      | 65    |       |
| 15. Januar | Yves Tanguy                     | französischer Maler des Surrealismus                                                          | 55    |       |
| 15. Januar | Hans-Udo von Tresckow           | deutscher Konteradmiral der Kriegsmarine                                                      | 61    |       |
| 16. Januar | Emil Bollmann                   | Schweizer Landschafts- und Figurenmaler, Grafiker und Illustrator der Düsseldorfer Schule     | 69    |       |
| 16. Januar | Alexander Cartellieri           | deutscher Historiker                                                                          | 87    |       |
| 16. Januar | Asbjørn Halvorsen               | norwegischer Fußballspieler                                                                   | 56    |       |
| 16. Januar | Fritz Höppler                   | deutscher Chemiker, Ingenieur und Erfinder                                                    | 57    |       |
| 16. Januar | Vivian Phillipps                | britischer Politiker                                                                          | 84    |       |
| 16. Januar | Robert Hood Saunders            | kanadischer Kommunalpolitiker, Bürgermeister von Toronto                                      | 51    |       |
| 17. Januar | Ingeborg Andresen               | deutsche Schriftstellerin                                                                     | 76    |       |
| 17. Januar | Dietzenschmidt                  | deutscher Dramatiker                                                                          | 61    |       |
| 17. Januar | William Marion Jardine          | US-amerikanischer Universitätspräsident, Botschafter und Politiker                            | 76    |       |
| 17. Januar | Bernhard Noltenius              | deutscher Politiker (DVP, BDV), MdBB                                                          | 72    |       |
| 17. Januar | André de Ribaupierre            | schweizerischer Violinist und Musikpädagoge                                                   | 61    |       |
| 17. Januar | Anna Schmidt                    | Mitglied der Berliner Stadtverordnetenversammlung (1947–1950)                                 | 65    |       |
| 18. Januar | Charles Dhéré                   | französischer Physiologe und Biochemiker                                                      | 78    |       |
| 18. Januar | Louise Ebert                    | deutsche Ehefrau des 1. deutschen Reichspräsidenten Friedrich Ebert                           | 81    |       |
| 18. Januar | Franz Kieslinger                | Kunsthistoriker und Kunsträuber im Nationalsozialismus                                        | 63    |       |
| 18. Januar | Saadat Hasan Manto              | indisch-pakistanischer Autor und Drehbuchautor                                                | 42    |       |
| 18. Januar | Wilhelm Reinhard                | deutscher General, SS-Obergruppenführer, Reichsführer des NS-Kriegerbundes, MdR               | 85    |       |
| 18. Januar | Joseph Mar Severios Valakuzhy   | indischer Bischof der Syro-malankarischen katholischen Kirche                                 | 60    |       |
| 19. Januar | Gus Arnheim                     | US-amerikanischer Komponist und Bigband-Leader                                                | 57    |       |
| 19. Januar | Gustaf Deuchler                 | deutscher Pädagoge                                                                            | 71    |       |
| 19. Januar | Martin Patrick Durkin           | US-amerikanischer Politiker                                                                   | 60    |       |
| 19. Januar | Christoph von Kiefhaber         | deutscher General der Infanterie                                                              | 99    |       |
| 19. Januar | Anton Scharnagl                 | bayerischer katholischer Geistlicher und Abgeordneter                                         | 77    |       |
| 20. Januar | Robert P. T. Coffin             | US-amerikanischer Lyriker                                                                     | 62    |       |
| 20. Januar | Heinrich-Anton Deboi            | deutscher Offizier, zuletzt Generalleutnant im Zweiten Weltkrieg                              | 61    |       |
| 20. Januar | Hans-Paul Ganter-Gilmans        | deutscher Politiker (CDU), MdV                                                                | 37    |       |
| 20. Januar | Wilhelm Koch                    | deutscher römisch-katholischer Theologe und Hochschullehrer                                   | 80    |       |
| 20. Januar | Josef Roeckerath                | deutscher Landgerichtspräsident, Mitglied des Reichswirtschaftsgerichts                       | 75    |       |
| 21. Januar | James Duncan                    | US-amerikanischer Diskuswerfer                                                                | 67    |       |
| 21. Januar | Jo Erens                        | niederländischer Volkssänger                                                                  | 26    |       |
| 21. Januar | Archie Hahn                     | US-amerikanischer Leichtathlet                                                                | 74    |       |
| 21. Januar | Josef Hilgers                   | deutscher Politiker (CDU), MdL                                                                | 44    |       |
| 22. Januar | Ludolf Albrecht                 | deutscher Bildhauer, Goldschmied                                                              | 71    |       |
| 22. Januar | Ernst Klapp                     | deutscher Landrat                                                                             | 79    |       |
| 22. Januar | Jonni Myyrä                     | finnischer Speerwerfer                                                                        | 62    |       |
| 23. Januar | Fritz Block                     | deutscher Architekt                                                                           | 66    |       |
| 23. Januar | Andreas Dumrauf                 | deutscher Ringer                                                                              | 66    |       |
| 23. Januar | Irmgard von Faber du Faur       | deutsche Schriftstellerin                                                                     | 60    |       |
| 23. Januar | Hermann Landwehr                | deutscher Jurist, Ministerialbeamter und Widerstandskämpfer                                   | 70    |       |
| 23. Januar | Erna Lenz                       | deutsche Widerstandskämpferin                                                                 | 54    |       |
| 23. Januar | Sydney Long                     | australischer Maler und Radierer                                                              | 83    |       |
| 23. Januar | Carl Pirath                     | deutscher Verkehrswissenschaftler                                                             | 70    |       |
| 23. Januar | Pierre Selderslagh              | belgischer Fechter                                                                            | 82    |       |
| 24. Januar | Heinz Gebauer                   | deutscher Politiker (NSDAP), Oberbürgermeister von Viersen, Rheydt und Wuppertal              | 52    |       |
| 24. Januar | Ira Hayes                       | US-amerikanischer Soldat                                                                      | 32    |       |
| 24. Januar | Percy Heawood                   | britischer Mathematiker                                                                       | 93    |       |
| 24. Januar | Ica von Lenkeffy                | ungarische Bühnen- und Stummfilmschauspielerin                                                | 58    |       |
| 24. Januar | Friedrich Wilhelm Kopsch        | deutscher Anatom                                                                              | 86    |       |
| 24. Januar | Henry Potter                    | US-amerikanischer Golfspieler                                                                 | 73    |       |
| 25. Januar | Charles Deruyter                | belgischer Radrennfahrer                                                                      | 64    |       |
| 25. Januar | Hermann Drewitz                 | deutscher Politiker (Wirtschaftspartei, CDU)                                                  | 67    |       |
| 25. Januar | Arthur Duffey                   | US-amerikanischer Sprinter                                                                    | 75    |       |
| 25. Januar | Ernst Flemming                  | deutscher Bergbeamter                                                                         | 84    |       |
| 25. Januar | Hans Walther Frickhinger        | deutscher Zoologe                                                                             | 65    |       |
| 25. Januar | Alexander Hold-Ferneck          | österreichischer Rechtswissenschaftler                                                        | 79    |       |
| 25. Januar | Maria Marc                      | deutsche Malerin, Bildwirkerin und zweite Ehefrau von Franz Marc                              | 78    |       |
| 26. Januar | Richard Berndl                  | deutscher Architekt, Kunstgewerbler und Hochschullehrer                                       | 79    |       |
| 26. Januar | Konrad Guenther                 | deutscher Zoologe, Hochschullehrer und Naturschützer                                          | 80    |       |
| 26. Januar | William Kilgour Jackson         | schottischer Curler                                                                           | 83    |       |
| 26. Januar | Otto Kähler                     | deutscher Rechtsanwalt, Notar und Rechtshistoriker                                            | 79    |       |
| 26. Januar | Holger Louis Nielsen            | dänischer Sportler und Olympiateilnehmer                                                      | 88    |       |
| 26. Januar | Erik Rindom                     | dänischer Schriftsteller, Autor und Journalist                                                | 72    |       |
| 26. Januar | Paul H. Wolff                   | deutscher Bühnenbildner, Landschaftsmaler und Zeichner                                        | 74    |       |
| 27. Januar | Walter Erdmann                  | deutscher Rechtswissenschaftler                                                               | 72    |       |
| 27. Januar | Peter Lordmann                  | deutscher Opernsänger (Bass, Bariton)                                                         | 80    |       |
| 27. Januar | Robert F. McGowan               | US-amerikanischer Regisseur, Autor und Produzent                                              | 72    |       |
| 27. Januar | Ernst Penzoldt                  | deutscher Schriftsteller und bildender Künstler                                               | 62    |       |
| 27. Januar | Paul Schmidt-Branden            | deutscher Bankmanager                                                                         | 69    |       |
| 28. Januar | Clara Brigel                    | deutsche Malerin, Porzellanmalerin, Kunsthandwerkerin und Goldschmiedin                       | 82    |       |
| 28. Januar | Enrique Hermitte                | argentinischer Ingenieur und Geologe                                                          | 83    |       |
| 28. Januar | Friedrich Hochbaum              | deutscher Offizier, zuletzt General der Infanterie im Zweiten Weltkrieg                       | 60    |       |
| 28. Januar | Jiří Ruda                       | tschechischer Poet, Schriftsteller, Publizist und Lehrer                                      | 77    |       |
| 29. Januar | Hans Hedtoft                    | dänischer Politiker, Mitglied des Folketing und Staatsminister                                | 51    |       |
| 29. Januar | John M. Nelson                  | US-amerikanischer Politiker                                                                   | 84    |       |
| 29. Januar | Eric Otto Winstedt              | britischer Sprachwissenschaftler, Latinist und Tsiganologe                                    |       |       |
| 29. Januar | Jules Wolff                     | französischer Rabbiner                                                                        | 92    |       |
| 29. Januar | Wolfgang Zenker                 | deutscher Schriftsteller                                                                      | 56    |       |
| 30. Januar | Walther Bruns                   | deutscher Luftschiffer, Gründer der Aeroarctic                                                | 65    |       |
| 30. Januar | Willy Dietrich                  | deutscher Schauspieler und Theaterintendant                                                   | 68    |       |
| 30. Januar | Jacob Clausen Möller            | dänischer Politiker                                                                           | 78    |       |
| 30. Januar | Arthur Haseloff                 | deutscher Kunsthistoriker                                                                     | 82    |       |
| 30. Januar | Willy Huhn                      | deutscher Politiker (SED) und der erste Präsident der Deutschen Notenbank der DDR             | 54    |       |
| 30. Januar | Ernst Kabel                     | deutscher Druckereibesitzer, Verleger und Rezitator                                           | 75    |       |
| 30. Januar | Richard Paling                  | deutscher Künstler                                                                            | 53    |       |
| 30. Januar | Paul Wirz                       | Schweizer Ethnologe                                                                           | 62    |       |
| 31. Januar | Henry Ernest Atkins             | englischer Schachspieler                                                                      | 82    |       |
| 31. Januar | Heinrich Iselin                 | Schweizer Offizier                                                                            | 66    |       |
| 31. Januar | John Raleigh Mott               | US-amerikanischer methodistischer Theologe, Präsident des CVJM-Weltbundes                     | 89    |       |
| 31. Januar | Max Penkert                     | deutscher Gynäkologe und Geburtshelfer                                                        | 77    |       |
| 31. Januar | Bob Semple                      | neuseeländischer Gewerkschaftsführer                                                          | 81    |       |
| 31. Januar | Ray Herbert Talbot              | US-amerikanischer Politiker                                                                   | 58    |       |
| 31. Januar | Buck Washington                 | US-amerikanischer Jazzpianist, Arrangeur und Songwriter                                       | 51    |       |
| Januar     | Hubert Maresch                  | österreichischer Baumeister und Architekt                                                     | 80    |       |

## Februar
| Tag         | Name                               | Beruf, bekannt als                                                                                              | Alter | Beleg |
| ----------- | ---------------------------------- | --- | ----- | ----- |
| 1. Februar  | Enno Heidebroek                    | deutscher Maschinenbau-Ingenieur und Hochschullehrer, MdV                                                       | 78    |       |
| 1. Februar  | Arnold Sjöstrand                   | schwedischer Schauspieler und Filmregisseur                                                                     | 51    |       |
| 2. Februar  | Oswald Avery                       | kanadischer Mediziner                                                                                           | 77    |       |
| 2. Februar  | Nikolai Kalmakow                   | russischer Zeichner, Maler und Bühnenbildner                                                                    | 82    |       |
| 2. Februar  | Erik Lallerstedt                   | schwedischer Architekt                                                                                          | 90    |       |
| 2. Februar  | Ida Carola Ströver-Wedigenstein    | deutsche Künstlerin und Schriftstellerin                                                                        | 82    |       |
| 3. Februar  | Wassili Michailowitsch Blochin     | sowjetischer NKWD-Offizier                                                                                      | 60    |       |
| 3. Februar  | Fred H. Brown                      | US-amerikanischer Politiker                                                                                     | 75    |       |
| 3. Februar  | Clemens von Droste zu Hülshoff     | deutscher Landrat des Landkreises Höxter                                                                        | 74    |       |
| 3. Februar  | Oskar Fischer                      | deutscher Maler                                                                                                 | 62    |       |
| 3. Februar  | Adrien Marquet                     | französischer Politiker                                                                                         | 70    |       |
| 3. Februar  | Wilhelm Nonnenbruch                | deutscher Internist und SS-Sturmbannführer                                                                      | 67    |       |
| 3. Februar  | Carl Rudolph                       | deutscher Reformpädagoge und Opfer des NS- sowie DDR-Regimes                                                    | 64    |       |
| 4. Februar  | Hans Blüher                        | deutscher Schriftsteller und Philosoph                                                                          | 66    |       |
| 4. Februar  | Robert Hohlbaum                    | österreichischer Bibliothekar, Romanautor und Dramatiker                                                        | 68    |       |
| 4. Februar  | Kozaburo Mise                      | japanischer Bauingenieur                                                                                        | 68    |       |
| 5. Februar  | Gustav Gassner                     | deutscher Botaniker                                                                                             | 74    |       |
| 6. Februar  | Constantin Argetoianu              | rumänischer Politiker und Premierminister                                                                       | 83    |       |
| 6. Februar  | Paul Aron                          | deutscher Pianist, Komponist, Regisseur und Dirigent                                                            | 69    |       |
| 6. Februar  | Kurt Pohlisch                      | deutscher Mediziner und Aktion T4-Gutachter                                                                     | 61    |       |
| 6. Februar  | Richard von Pressentin             | deutscher Offizier                                                                                              | 80    |       |
| 6. Februar  | Hilde Schewior                     | deutsche Tänzerin, Schauspielerin und Souffleuse                                                                | 58    |       |
| 6. Februar  | Ottomar Schreiber                  | deutsch-litauischer Politiker (MVP), MdL Memelland und Landespräsidenten des Memellandes (1932–1934 und 1939... | 65    |       |
| 6. Februar  | Wilhelm von Stoltzenberg           | deutscher liberaler Politiker (DDP/LDP) und Jurist, MdV, Präsident des Landesverwaltungsgerichts Thüringen      | 59    |       |
| 6. Februar  | Friedrich Wenner                   | deutscher Verwaltungsjurist                                                                                     | 78    |       |
| 7. Februar  | Harry Haslam                       | englischer Hockeyspieler                                                                                        | 72    |       |
| 7. Februar  | Julius Komárek                     | tschechischer Zoologe                                                                                           | 62    |       |
| 7. Februar  | Rikard Nordstrøm                   | dänischer Turner                                                                                                | 61    |       |
| 7. Februar  | Sophie Rogge-Börner                | deutsche Schriftstellerin                                                                                       | 76    |       |
| 7. Februar  | Josef Saier                        | deutscher Pfarrer, Begründer der Volksschauspiele Ötigheim, Autor                                               | 80    |       |
| 7. Februar  | Edwin Y. Webb                      | US-amerikanischer Jurist und Politiker                                                                          | 82    |       |
| 7. Februar  | William J. Whittemore              | US-amerikanischer Porträt-, Landschafts- und Miniaturmaler                                                      | 94    |       |
| 8. Februar  | Hans Arnsperger                    | deutscher Internist                                                                                             | 82    |       |
| 8. Februar  | Fritz Endell                       | deutscher Maler und Graphiker                                                                                   | 81    |       |
| 8. Februar  | Rush D. Holt Sr.                   | US-amerikanischer Politiker                                                                                     | 49    |       |
| 8. Februar  | Alfonso Méndez Plancarte           | mexikanischer Kleriker, Humanismusforscher, Romanist, Hispanist und Mexikanist                                  | 45    |       |
| 8. Februar  | William Nichol                     | britischer Sprinter                                                                                             | 53    |       |
| 8. Februar  | Josef Paulus                       | deutscher Maler, Illustrator und Fotograf                                                                       | 77    |       |
| 9. Februar  | Friedrich Erxleben                 | deutscher Priester und Widerstandskämpfer                                                                       | 72    |       |
| 9. Februar  | Franz Verheyen                     | deutscher Radrennfahrer                                                                                         | 77    |       |
| 10. Februar | Sid Brod                           | US-amerikanischer Regieassistent, Produktionsmanager, Produzent und Drehbuchautor                               | 55    |       |
| 10. Februar | Alexander Pedersen                 | norwegischer Leichtathlet                                                                                       | 64    |       |
| 10. Februar | Leopold Schumm                     | österreichischer Baumeister und Architekt                                                                       | 76    |       |
| 11. Februar | Pierre Lefaucheux                  | französischer Unternehmer, Präsident des Renault-Konzerns                                                       | 56    |       |
| 11. Februar | Ona Munson                         | US-amerikanische Schauspielerin                                                                                 |       |       |
| 11. Februar | Olga Picasso                       | russische Balletttänzerin; erste Ehefrau des spanischen Malers Pablo Ruiz Picasso                               | 63    |       |
| 11. Februar | Lucy Gwendolen Williams            | britische Bildhauerin und Malerin                                                                               | 84    |       |
| 12. Februar | Julius Bab                         | deutscher Schriftsteller                                                                                        | 74    |       |
| 12. Februar | Little Abbie Brunies               | US-amerikanischer Jazz-Schlagzeuger                                                                             |       |       |
| 12. Februar | Kurt Günther                       | deutscher Maler                                                                                                 | 61    |       |
| 12. Februar | Tom Moore                          | irisch-amerikanischer Schauspieler                                                                              | 71    |       |
| 12. Februar | Szöke Szakall                      | ungarischer Theater- und Filmschauspieler sowie Autor                                                           | 72    |       |
| 13. Februar | Hans Boeckh-Behrens                | deutscher Generalleutnant im Zweiten Weltkrieg                                                                  | 56    |       |
| 13. Februar | Otto Friedrich                     | deutscher Journalist und Senator der Hansestadt Lübeck                                                          | 85    |       |
| 13. Februar | Franz Kalckhoff                    | deutscher Philatelist und Chemiker                                                                              | 94    |       |
| 13. Februar | Eberhard Koch                      | deutscher Physiologe und Hochschullehrer                                                                        | 62    |       |
| 13. Februar | Wilhelm Obendiek                   | deutscher Politiker (SPD, KPD), MdR                                                                             | 69    |       |
| 14. Februar | George Buckley                     | britischer Cricketspieler                                                                                       | 79    |       |
| 14. Februar | Irvin Cohen                        | US-amerikanischer Mathematiker                                                                                  |       |       |
| 14. Februar | Charles Cuvillier                  | französischer Komponist                                                                                         | 77    |       |
| 14. Februar | Robert Knauss                      | deutscher Offizier, zuletzt General der Flieger im Zweiten Weltkrieg                                            | 62    |       |
| 14. Februar | Engelbert Mang                     | österreichischer Architekt                                                                                      | 71    |       |
| 14. Februar | Albert F. Polk                     | US-amerikanischer Politiker                                                                                     | 85    |       |
| 15. Februar | Alfonso Ferrandina                 | italienischer Geistlicher, römisch-katholischer Weihbischof in Neapel                                           | 85    |       |
| 15. Februar | Josef Loos                         | tschechoslowakischer Eishockeyspieler und -funktionär                                                           | 66    |       |
| 15. Februar | Francisco Franco de Sousa          | portugiesischer Bildhauer                                                                                       | 69    |       |
| 15. Februar | Otakar Španiel                     | tschechischer Bildhauer, Medailleur und Schnitzer                                                               | 73    |       |
| 16. Februar | Mia Cordes                         | deutsche Schauspielerin                                                                                         | 72    |       |
| 16. Februar | George Milton Corlett              | US-amerikanischer Politiker                                                                                     | 70    |       |
| 16. Februar | Franz Mühlhofer                    | österreichischer Höhlenforschungspionier                                                                        | 74    |       |
| 16. Februar | Friedrich Prisi                    | Schweizer Offizier                                                                                              | 79    |       |
| 17. Februar | Otto Gombosi                       | ungarisch-US-amerikanischer Musikwissenschaftler und Musikkritiker                                              | 52    |       |
| 17. Februar | Pete Jarman                        | US-amerikanischer Offizier und Politiker sowie Botschafter in Australien (1949–1953)                            | 62    |       |
| 17. Februar | Georg Egmont Oehme                 | deutscher Maler und Kunstlehrer                                                                                 | 65    |       |
| 17. Februar | Sakaguchi Ango                     | japanischer Erzähler und Essayist                                                                               | 48    |       |
| 18. Februar | Charles Crupelandt                 | französischer Radrennfahrer                                                                                     | 68    |       |
| 18. Februar | André de Victor                    | französischer Automobilrennfahrer                                                                               | 57    |       |
| 18. Februar | Kim Seong-soo                      | südkoreanischer Pädagoge, Journalisten, Politiker und Unabhängigkeitsaktivist                                   | 63    |       |
| 18. Februar | Johann Klier                       | deutscher SS-Unterscharführer, beteiligt an der „Aktion T4“ und der „Aktion Reinhardt“                          | 53    |       |
| 18. Februar | Louis Potheau                      | französischer Segler                                                                                            | 84    |       |
| 18. Februar | Ludwika Wawrzyńska                 | polnische Lehrerin                                                                                              | 46    |       |
| 19. Februar | Elisabeth Bergstrand-Poulsen       | schwedische Künstlerin und Schriftstellerin                                                                     | 67    |       |
| 19. Februar | Eugen Kleih                        | deutscher Verwaltungsbeamter und Landrat                                                                        | 71    |       |
| 20. Februar | Johannes Brandt                    | österreichischer Bühnen-, Drehbuch- und Hörspielautor, Liedtexter sowie Filmregisseur                           | 70    |       |
| 20. Februar | Rajarsi Janakananda                | US-amerikanischer Yogi                                                                                          | 62    |       |
| 20. Februar | Eugen Schmalenbach                 | deutscher Wirtschaftswissenschaftler; gilt als Begründer der Betriebswirtschaftslehre als akademisches Lehrf... | 81    |       |
| 20. Februar | Ernst Stegmann                     | deutscher Politiker                                                                                             | 84    |       |
| 21. Februar | Alexander Alexandrowitsch Dragunow | sowjetischer Sinologe und Sprachwissenschaftler                                                                 | 55    |       |
| 22. Februar | Otto Büttner                       | deutscher Mediziner und Hochschullehrer                                                                         | 86    |       |
| 22. Februar | Gerhard von Haniel                 | deutscher Maler                                                                                                 | 66    |       |
| 22. Februar | Max Spießbach                      | deutscher Verwaltungsjurist                                                                                     | 62    |       |
| 22. Februar | Hugo Troendle                      | deutscher Maler und Lithograf                                                                                   | 72    |       |
| 22. Februar | Anna Wendland                      | deutsche Heimatkundlerin, Historikerin und Heimatschriftstellerin                                               | 88    |       |
| 23. Februar | Charles Laban Abernethy            | US-amerikanischer Politiker                                                                                     | 82    |       |
| 23. Februar | André Chaumeix                     | französischer Journalist und Literaturkritiker                                                                  | 80    |       |
| 23. Februar | Paul Claudel                       | französischer Schriftsteller, Dichter und Diplomat                                                              | 86    |       |
| 23. Februar | Shi Dongshan                       | chinesischer Filmregisseur                                                                                      | 52    |       |
| 24. Februar | Clemente Biondetti                 | italienischer Automobilrennfahrer                                                                               | 56    |       |
| 24. Februar | Hilda Clark                        | britische Medizinerin und Pazifistin                                                                            | 74    |       |
| 24. Februar | Ernst Flückiger                    | Schweizer Sozialpolitiker und Gewerkschafter                                                                    | 65    |       |
| 24. Februar | Wilhelm Großkopf                   | deutscher Naturwissenschaftler und Hochschullehrer                                                              | 64    |       |
| 24. Februar | Erwin von Lahousen                 | deutscher Offizier                                                                                              | 57    |       |
| 25. Februar | William Dupree                     | US-amerikanischer Bobfahrer                                                                                     | 45    |       |
| 25. Februar | Anton Maier                        | österreichischer Politiker (CSP), Abgeordneter zum Nationalrat                                                  | 78    |       |
| 25. Februar | Heinz Maybaum                      | deutscher Historiker und Hochschullehrer                                                                        | 59    |       |
| 25. Februar | August Mittelsten Scheid           | deutscher Unternehmer                                                                                           | 83    |       |
| 26. Februar | Peter Albers                       | deutscher Politiker (CDU), MdL                                                                                  | 53    |       |
| 26. Februar | Adolf Diestelkamp                  | deutscher Archivar und Historiker                                                                               | 55    |       |
| 26. Februar | Ottilie Gerhäuser-Saint-Georges    | deutsche Schauspielerin                                                                                         | 84    |       |
| 26. Februar | John Gordon Jameson                | britischer Politiker und Jurist                                                                                 | 76    |       |
| 26. Februar | Amajak Kobulow                     | sowjetischer Geheimdienstgeneral                                                                                |       |       |
| 26. Februar | Herbert Rein                       | deutscher Chemiker                                                                                              | 55    |       |
| 27. Februar | Robert Budzinski                   | deutscher Maler, Graphiker und Autor                                                                            | 80    |       |
| 27. Februar | Alexandru Marcu                    | rumänischer Romanist, Italianist, Rumänist, Komparatist und Übersetzer                                          | 60    |       |
| 27. Februar | Erich Regener                      | deutscher Physiker                                                                                              | 73    |       |
| 28. Februar | David Baird junior                 | US-amerikanischer Politiker (Republikanische Partei)                                                            | 73    |       |
| 28. Februar | Rudolf Dechant                     | österreichischer Bankier, Leitender Direktor der Zentralsparkasse                                               | 57    |       |
| 28. Februar | August Adriaan Pulle               | niederländischer Botaniker, Professor für Botanik und Direktor des Botanischen Gartens der Universität Utrecht  | 77    |       |
| 28. Februar | Josiah Ritchie                     | britischer Tennisspieler                                                                                        | 84    |       |
| 28. Februar | Gawriil Konstantinowitsch Romanow  | Mitglied des Hauses Romanow-Holstein-Gottorp                                                                    | 67    |       |

## März
| Tag      | Name                              | Beruf, bekannt als                                                                                              | Alter | Beleg |
| -------- | --------------------------------- | --- | ----- | ----- |
| 1. März  | Lothar Budzinski-Kreth            | deutscher Fußballspieler                                                                                        | 68    |       |
| 1. März  | Josef Maria Einsiedler            | deutscher Benediktiner und Abt der Abtei Ottobeuren                                                             | 84    |       |
| 1. März  | Paul Gunia                        | deutscher Geher                                                                                                 | 70    |       |
| 1. März  | Carl Adolf Martienssen            | deutscher Pianist und Musikpädagoge                                                                             | 73    |       |
| 1. März  | Johannes Reinmöller               | deutscher Kieferchirurg und Hochschullehrer                                                                     | 77    |       |
| 2. März  | Hans Käslin                       | Schweizer Germanist, Lehrer und Übersetzer                                                                      | 87    |       |
| 2. März  | Ernst Rotmund                     | deutscher Schauspieler                                                                                          | 68    |       |
| 2. März  | José Luis Sánchez Besa            | chilenischer Luftfahrtpionier                                                                                   | 75    |       |
| 3. März  | Katharine Maria Drexel            | amerikanische Ordensschwester, Ordensgründerin                                                                  | 96    |       |
| 3. März  | Karl Höltermann                   | sozialdemokratischer Politiker (SPD), MdR und Journalist                                                        | 60    |       |
| 3. März  | Lewis Spence                      | schottischer Publizist                                                                                          | 80    |       |
| 3. März  | Hermann Carl Vering               | deutscher Politiker und Industrieller                                                                           | 75    |       |
| 04. März | Sigvard Hultcrantz                | schwedischer Sportschütze                                                                                       | 66    |       |
| 4. März  | Józef Jarzębski                   | polnischer Geiger und Musikpädagoge                                                                             | 76    |       |
| 4. März  | Max Knüttel                       | deutscher Architekt und Wirtschaftsmanager                                                                      | 72    |       |
| 4. März  | Max Koernicke                     | deutscher Agrikulturbotaniker                                                                                   | 81    |       |
| 4. März  | Fritz Löwe                        | deutscher Physiker                                                                                              | 80    |       |
| 4. März  | Ethel Moorhead                    | irischstämmige, britische Malerin und Suffragette                                                               | 85    |       |
| 4. März  | Fernand Point                     | französischer Koch; wird als Vater der Nouvelle Cuisine angesehen                                               | 58    |       |
| 5. März  | William C. de Mille               | US-amerikanischer Bühnenautor und Regisseur                                                                     | 76    |       |
| 5. März  | Paul Isberg                       | schwedischer Segler                                                                                             | 72    |       |
| 5. März  | Fritz Lampl                       | österreichischer Schriftsteller und Glaskünstler                                                                | 62    |       |
| 5. März  | Reinhold Lobedanz                 | deutscher Politiker (CDU der DDR), MdV                                                                          | 74    |       |
| 5. März  | Antanas Merkys                    | Premierminister und kurzzeitig auch Präsident Litauens in der Zwischenkriegszeit                                | 68    |       |
| 6. März  | Rudolf Berg                       | deutscher Industrieller                                                                                         | 73    |       |
| 6. März  | Karl Haff                         | deutscher Rechtswissenschaftler                                                                                 | 75    |       |
| 6. März  | Karl Holey                        | österreichischer Architekt und Denkmalpfleger                                                                   | 75    |       |
| 6. März  | Karl Kirk                         | dänischer Turner                                                                                                | 64    |       |
| 6. März  | Karl Maas                         | westpfälzischer Fußballpionier, Amtsrichter sowie Opfer des Nationalsozialismus                                 | 69    |       |
| 6. März  | Henri Jougla de Morenas           | französischer Heraldiker                                                                                        | 51    |       |
| 6. März  | Arthur Rühl                       | deutscher Internist und Hochschullehrer                                                                         | 54    |       |
| 6. März  | Məhəmməd Əmin Rəsulzadə           | aserbaidschanischer Staatsmann, Gelehrter, Gründer, politischer Führer der Aserbaidschanischen Demokratische... | 71    |       |
| 7. März  | Evaline Hilda Burkitt             | englisch-britische Suffragette                                                                                  | 78    |       |
| 7. März  | Tom Dugan                         | irisch-amerikanischer Schauspieler                                                                              | 66    |       |
| 7. März  | Helen Dean King                   | US-amerikanische Biologin                                                                                       | 85    |       |
| 7. März  | Richard Nicolas                   | deutscher Drehbuchautor                                                                                         | 56    |       |
| 7. März  | Alphonse Quizet                   | französischer Landschafts- und Architekturmaler                                                                 | 69    |       |
| 7. März  | Hans Schmelzle                    | deutscher Jurist, Verwaltungsbeamter und Politiker (BVP)                                                        | 80    |       |
| 8. März  | Wilhelm Birrenkoven               | deutscher Tenor und Theaterdirektor                                                                             | 89    |       |
| 8. März  | Clementine von Belgien            | Prinzessin von Belgien                                                                                          | 82    |       |
| 8. März  | Carl Dieckmann                    | deutscher Politiker (DDP)                                                                                       | 75    |       |
| 8. März  | Heinrich Eildermann               | deutscher Lehrer, Autor und Gesellschaftswissenschaftler sowie ein Aktivist der Arbeiterbewegung                | 75    |       |
| 8. März  | Friedrich Fick                    | deutscher Politiker (DDP), MdR                                                                                  | 91    |       |
| 8. März  | Béla Horovitz                     | ungarischer Verleger                                                                                            | 56    |       |
| 8. März  | Paul Lipke                        | deutscher Schachspieler und Rechtsanwalt                                                                        | 84    |       |
| 8. März  | Wilhelm Mackensen                 | deutscher Architekt                                                                                             | 85    |       |
| 8. März  | Bessie Potter Vonnoh              | US-amerikanische Bildhauerin                                                                                    | 82    |       |
| 8. März  | Maximilian Vicari                 | deutscher Baumeister                                                                                            | 74    |       |
| 8. März  | Anna Iduna Zehnder                | Schweizer Malerin, Ärztin und Anthroposophin                                                                    | 77    |       |
| 9. März  | Jean Chazy                        | französischer Mathematiker und Astronom                                                                         | 72    |       |
| 9. März  | Else Eberhard-Schobacher          | deutsche Autorin                                                                                                |       |       |
| 9. März  | Matthew Henson                    | US-amerikanischer Polarforscher                                                                                 | 88    |       |
| 9. März  | Eugen Ludwig Hoess                | deutscher Kunstmaler und Graphiker                                                                              | 88    |       |
| 9. März  | Botho Laserstein                  | deutscher Jurist und Publizist                                                                                  | 53    |       |
| 9. März  | Fritz Riemann                     | deutscher Architekt                                                                                             | 74    |       |
| 9. März  | Monique Saint-Hélier              | Schweizer Schriftstellerin                                                                                      | 59    |       |
| 9. März  | Ludwig Wolf                       | Hamburger Volkssänger, Komiker und Varietékünstler                                                              | 87    |       |
| 10. März | E. S. Clark                       | US-amerikanischer Jurist und Politiker (Republikanische Partei)                                                 | 92    |       |
| 10. März | Percy Ikerd                       | US-amerikanischer Regieassistent und Produktionsmanager                                                         | 64    |       |
| 10. März | Paul Lachenal                     | Schweizer Politiker (FDP) und Jurist                                                                            | 70    |       |
| 10. März | Hugo Merckens                     | deutscher Industrieller                                                                                         | 83    |       |
| 10. März | Jakob Sommer                      | deutscher Politiker                                                                                             | 62    |       |
| 10. März | Otto Waldmann                     | deutscher Veterinärmediziner und Bakteriologe mit dem Spezialgebiet Tierseuchen sowie Hochschullehrer           | 69    |       |
| 10. März | Margaret Wintringham              | englisch-britische Lehrerin, Politikerin und Mitglied des House of Commons (Liberal Party)                      | 75    |       |
| 11. März | Hans Alterthum                    | deutsch-argentinischer Metallphysiker                                                                           | 64    |       |
| 11. März | Alexander Fleming                 | schottischer Bakteriologe und Nobelpreisträger, einer der Entdecker des Penicillins                             | 73    |       |
| 11. März | Alois Grasmayr                    | österreichischer Schriftsteller                                                                                 | 78    |       |
| 11. März | Olaf Hytten                       | schottischer Theater- und Filmschauspieler                                                                      | 67    |       |
| 11. März | Max Klett                         | deutscher Unternehmer und Kommunalpolitiker                                                                     |       |       |
| 11. März | William Robinson Leigh            | amerikanischer Maler und Illustrator                                                                            | 88    |       |
| 11. März | Oscar Mayer                       | US-amerikanischer Unternehmer                                                                                   | 95    |       |
| 11. März | Boško Milenković                  | jugoslawischer Autorennfahrer                                                                                   | 45    |       |
| 11. März | Marie Panthès                     | russische Pianistin                                                                                             | 83    |       |
| 11. März | Archibald Maule Ramsay            | britischer Politiker, Mitglied des House of Commons                                                             | 60    |       |
| 11. März | Mary Sutherland                   | britisch-neuseeländische Försterin und neuseeländische Botanikerin                                              | 61    |       |
| 12. März | Leonhard Denervaud                | Schweizer Architekt                                                                                             | 65    |       |
| 12. März | Charlie Parker                    | US-amerikanischer Jazzmusiker (Altsaxofonist) und Komponist                                                     | 34    |       |
| 12. März | Theodor Plievier                  | deutscher Schriftsteller                                                                                        | 63    |       |
| 12. März | Alexander Schnütgen               | deutscher Bibliothekar und Kirchenhistoriker                                                                    | 71    |       |
| 12. März | Andreas Schwarz                   | deutscher Binnenschiffer und Abgeordneter                                                                       | 85    |       |
| 12. März | Leo Wohleb                        | Staatspräsident des damaligen Landes Baden in Südwestdeutschland (1947–1952)                                    | 66    |       |
| 13. März | Gustav Biesemeier                 | deutscher Politiker (DDP)                                                                                       | 67    |       |
| 13. März | Giuseppe Domenichelli             | italienischer Turner                                                                                            | 67    |       |
| 13. März | Joachim Heinrichs                 | deutscher evangelischer Pfarrer                                                                                 | 65    |       |
| 13. März | Ernst Landgrebe                   | deutscher Pädagoge und Politiker (LDP, FDP), MdL                                                                | 76    |       |
| 13. März | Karl Müller                       | deutscher Botaniker und Önologe                                                                                 | 73    |       |
| 13. März | Violet Pinckney                   | englische Tennisspielerin                                                                                       | 84    |       |
| 13. März | Hans Schmalfuß                    | deutscher Chemiker und Hochschullehrer                                                                          | 60    |       |
| 13. März | Georg Schmidt                     | deutscher Elektrotechniker, Hochschullehrer                                                                     | 83    |       |
| 13. März | Edgar Charles Smith               | britischer Ingenieur                                                                                            | 82    |       |
| 13. März | Tribhuvan                         | nepalesischer Adeliger, König von Nepal                                                                         | 48    |       |
| 14. März | Jenő Fuchs                        | ungarischer Fechter                                                                                             | 72    |       |
| 14. März | Oskar Gawell                      | Maler | 67    |       |
| 14. März | Paul Götschenberg                 | deutscher Kaufmann                                                                                              | 63    |       |
| 14. März | Elise Hofmann                     | österreichische Universitätsprofessorin für Paläobotanik an der Universität Wien                                | 66    |       |
| 14. März | Philipp Hotz                      | deutscher Baubeamter und Maler                                                                                  | 70    |       |
| 14. März | Schamram Kelleciyan               | armenische Chansonsängerin                                                                                      |       |       |
| 14. März | Marcel Rochas                     | französischer Couturier                                                                                         | 53    |       |
| 14. März | Wilhelm Schößler                  | deutscher Gewerkschafter und Politiker (SPD), MdL                                                               | 71    |       |
| 15. März | Michele Besso                     | schweizerisch-italienischer Ingenieur                                                                           | 81    |       |
| 15. März | Andreas Hamann                    | deutscher Architekt und kommunaler Baubeamter                                                                   | 70    |       |
| 15. März | Henri Leclerc                     | französischer Arzt und Autor                                                                                    | 84    |       |
| 15. März | Max Neuburger                     | österreichischer Medizinhistoriker                                                                              | 86    |       |
| 15. März | Eduard Pichl                      | österreichischer Alpinist, Bergsteiger und Ideologe                                                             | 82    |       |
| 15. März | Jakob Reich                       | deutsch-russisch-US-amerikanischer Parteifunktionär                                                             | 68    |       |
| 16. März | Richard Becker                    | deutscher Physiker und Hochschullehrer                                                                          | 67    |       |
| 16. März | Adolf Klingspor                   | hessischer Unternehmer, Politiker (DVP) und Landtagsabgeordneter                                                | 84    |       |
| 16. März | Alois von und zu Liechtenstein    | Prinz von und zu Liechtenstein                                                                                  | 85    |       |
| 16. März | Nicolas de Staël                  | französischer Maler                                                                                             | 41    |       |
| 17. März | Gerhard Mackenroth                | deutscher Soziologe, Bevölkerungswissenschaftler und Statistiker                                                | 51    |       |
| 17. März | Fritz Popp                        | deutscher Jurist, Polizeibeamter und SS-Führer                                                                  | 72    |       |
| 17. März | Freddy van Riemsdijk              | niederländischer Luftfahrtpionier                                                                               | 64    |       |
| 17. März | Georges Valiron                   | französischer Mathematiker                                                                                      | 70    |       |
| 18. März | Warder Clyde Allee                | US-amerikanischer Verhaltensforscher und Ökologe                                                                | 69    |       |
| 18. März | Kurt Eberhard Goellner            | deutscher Bildhauer                                                                                             | 74    |       |
| 18. März | Paul Graff                        | deutscher lutherischer Theologe                                                                                 | 76    |       |
| 19. März | Ferruccio Biancini                | italienischer Schauspieler, Drehbuchautor, Filmproduzent und -regisseur                                         | 64    |       |
| 19. März | Ludwig Breßler                    | deutscher General der Infanterie                                                                                | 93    |       |
| 19. März | Emil Filliol                      | Schweizer Eishockeyspieler                                                                                      | 59    |       |
| 19. März | Leonid Alexandrowitsch Goworow    | Marschall der Sowjetunion                                                                                       | 58    |       |
| 19. März | Friedrich Voelcker                | deutscher Chirurg und Urologe; Hochschullehrer in Halle                                                         | 82    |       |
| 20. März | Larry Crockett                    | US-amerikanischer Rennfahrer                                                                                    | 28    |       |
| 20. März | Benedikt Hartmann                 | Schweizer reformierter Pfarrer                                                                                  | 81    |       |
| 20. März | Mihály Károlyi                    | ungarischer Politiker                                                                                           | 80    |       |
| 21. März | Wilhelm Auler                     | deutscher Wirtschaftswissenschaftler                                                                            | 71    |       |
| 21. März | Aristide Baghetti                 | italienischer Schauspieler                                                                                      | 81    |       |
| 21. März | Bertram Brooker                   | kanadischer Maler, Schriftsteller, Dichter, Journalist und Werbefachmann                                        | 66    |       |
| 21. März | Octave Dierckx                    | belgischer Politiker (Liberale Partij)                                                                          | 72    |       |
| 21. März | Heinrich Alfred Gautschi          | Schweizer Industrieller und Pionier der Aluminiumtechnologie                                                    | 84    |       |
| 21. März | August Nissen                     | deutscher Architekt                                                                                             | 80    |       |
| 22. März | Gustav Brüninghaus                | deutscher Stahlindustrieller                                                                                    | 80    |       |
| 22. März | Henry Dunks                       | australischer Politiker                                                                                         | 72    |       |
| 22. März | Ernst II.                         | letzter regierender Herzog des Herzogtums Sachsen-Altenburg                                                     | 83    |       |
| 22. März | Anna Kerling                      | niederländische Malerin, Aquarellistin, Zeichnerin und Radiererin                                               | 93    |       |
| 22. März | Rudolf Müller                     | österreichischer Politiker (SDAP), Landtagsabgeordneter, Abgeordneter zum Nationalrat, Mitglied des Bundesra... | 91    |       |
| 22. März | Franz Schütz                      | deutscher Fußballspieler                                                                                        | 54    |       |
| 22. März | Maurice Schutz                    | französischer Schauspieler und Veteran des heimischen Kinos                                                     | 88    |       |
| 22. März | Ivan Šubašić                      | kroatischer und jugoslawischer Politiker und Ban von Kroatien                                                   | 62    |       |
| 23. März | Gustav Ammann                     | Schweizer Gärtner und Landschaftsarchitekt                                                                      | 69    |       |
| 23. März | Artur da Silva Bernardes          | brasilianischer Präsident                                                                                       | 79    |       |
| 23. März | Lucien Lacaze                     | französischer Admiral und Politiker                                                                             | 94    |       |
| 23. März | Carl Mühl                         | deutscher Entomologe                                                                                            | 86    |       |
| 23. März | Max Schmidt                       | deutscher Kommunalpolitiker (SPD), Stadtpräsident von Kiel                                                      | 59    |       |
| 23. März | Günther von Stosch                | deutscher Regierungsbeamter und SS-Führer                                                                       | 61    |       |
| 23. März | Aleksander Tassa                  | estnischer Maler und Schriftsteller                                                                             | 72    |       |
| 24. März | John W. Davis                     | US-amerikanischer Politiker, Diplomat und Jurist                                                                | 81    |       |
| 24. März | Otto Geßler                       | deutscher Politiker (DDP), MdR, Reichswehrminister                                                              | 80    |       |
| 24. März | Bernhard Hell                     | deutscher Reformpädagoge und Autor                                                                              | 77    |       |
| 24. März | Paul McNutt                       | US-amerikanischer Politiker                                                                                     | 63    |       |
| 24. März | Max Schwobe                       | deutscher Landwirt und Politiker (DNVP), MdR, MdL                                                               | 80    |       |
| 24. März | Daniel Sutherland                 | US-amerikanischer Politiker                                                                                     | 85    |       |
| 24. März | Thành Thái                        | vietnamesischer Kaiser, zehnter Kaiser der Nguyễn-Dynastie (1889–1907)                                          | 76    |       |
| 24. März | Richard Wick                      | deutscher Politiker (USPD, SPD), MdL                                                                            | 82    |       |
| 25. März | Clyde Abraham                     | US-amerikanischer Offizier der US Army                                                                          | 71    |       |
| 25. März | Paul Erich Ewert                  | deutscher Kantor, Organist und Orgelbauer                                                                       | 61    |       |
| 25. März | Heinrich Hauser                   | deutscher Schriftsteller und Fotograf und Filmer                                                                | 53    |       |
| 25. März | Huang Binhong                     | chinesischer Maler                                                                                              |       |       |
| 25. März | Emil Popp                         | deutscher Politiker (NSDAP), MdR und Verwaltungsbeamter                                                         | 57    |       |
| 26. März | Charles Henry Bentinck            | britischer Botschafter                                                                                          | 75    |       |
| 27. März | Ferdinand Schneider               | deutscher Ingenieur, Unternehmer und Erfinder                                                                   | 88    |       |
| 28. März | Fritz Lenig                       | deutscher, später niederländischer Arzt und Unternehmer; Widerstandskämpfer                                     | 49    |       |
| 28. März | Leonhard Schultze-Jena            | deutscher Zoologe und Anthropologe                                                                              | 82    |       |
| 29. März | Adam Bar                          | polnischer Literaturhistoriker, Bibliograph und Bibliothekar                                                    | 59    |       |
| 29. März | Einar Arnórsson                   | isländischer Politiker                                                                                          | 75    |       |
| 29. März | Joseph Otto Kolb                  | deutscher römisch-katholischer Geistlicher, Erzbischof von Bamberg                                              | 73    |       |
| 29. März | Thomas Parran senior              | US-amerikanischer Politiker                                                                                     | 95    |       |
| 29. März | Theodor Steinkopff                | deutscher Verleger und Gründer des Verlags Theodor Steinkopff                                                   | 84    |       |
| 30. März | Karl Aschenbrenner                | österreichischer Bürgerschuldirektor, Maler und Illustrator                                                     |       |       |
| 30. März | Herbert von Bismarck              | deutscher Verwaltungsjurist und Politiker (DNVP), MdR, MdL                                                      | 70    |       |
| 30. März | Manuel Mendes da Conceição Santos | portugiesischer Geistlicher                                                                                     | 78    |       |
| 30. März | Friedrich Jäger                   | deutscher Politiker (NSDAP)                                                                                     | 81    |       |
| 30. März | Harl McDonald                     | US-amerikanischer Komponist                                                                                     | 55    |       |
| 30. März | Elisabeth Oehler-Heimerdinger     | deutsche Missionarin und Schriftstellerin                                                                       | 71    |       |
| 30. März | Max Schwarzer                     | deutscher Gebrauchsgraphiker                                                                                    | 72    |       |
| 30. März | Ylla                              | ungarische Tierfotografin                                                                                       | 43    |       |
| 31. März | Stefano Badami                    | US-amerikanischer Mafioso                                                                                       |       |       |
| 31. März | Edmund Philipp Diehl              | Landtagsabgeordneter Volksstaat Hessen                                                                          | 60    |       |
| 31. März | Seppel Glückert                   | deutscher Büttenredner und Vorsitzender des Mainzer Carneval-Vereins                                            | 63    |       |
| 31. März | Maurice Goguel                    | französischer evangelischer Theologe und Hochschullehrer                                                        | 75    |       |
| 31. März | Mary Stewart Kilgour              | britische Lehrerin, Autorin und Aktivistin für Frauenrechte und das Frauenwahlrecht                             | 103   |       |
| März     | Samuel S. Koenig                  | US-amerikanischer Jurist und Politiker                                                                          | 82    |       |
| März     | George St. Clair Joof             | Politiker in Britisch-Gambia                                                                                    |       |       |